# Urepel
Urepel (in lingua basca: Urepele) è un comune francese di 345 abitanti situato nel dipartimento dei Pirenei Atlantici nella regione della Nuova Aquitania.
Fa parte della regione basca francese della
Bassa Navarra (Nafarroa Behera).

## Società

### Evoluzione demografica
Abitanti censiti